# Lophojoppa convergens
Lophojoppa convergens är en stekelart som först beskrevs av Heinrich 1930.  Lophojoppa convergens ingår i släktet Lophojoppa och familjen brokparasitsteklar. Inga underarter finns listade i Catalogue of Life.